# Slag bij Oronichea (1456)
De Tweede Slag van Oronichea vond plaats in de lente van 1456 in de vlakte van Oronichea in Albanië. De Albanees Moisi Golemi, een van de vertrouwelingen van Skanderbeg, deserteerde naar Turkse zijde na onenigheid met Skanderbeg. Golemi probeerde met 15.000 man de vlakte te veroveren maar werd verslagen door het kleinere leger van Skanderbeg. Later zou Golemi zich weer aansluiten bij de Liga van Lezhë.
Slagen van Arianit (voor Skanderbeg) · Slag van Torvioll · Eerste Slag van Mokra · Slag van Otonetë · Albanees-Venetiaanse Oorlog · Eerste Slag van Oranik · Beleg van Svetigrad · Eerste Beleg van Krujë · Slag van Modrica · Eerste Slag van Meçad · Eerste Slag van Pollog · Beleg van Berat · Tweede Slag van Oranik · Slag van Ujëbardha · Italiaanse expeditie · Eerste Slag van Mokra · Macedonië-veldtocht (Tweede Slag van Mokra, Tweede Slag van Pollog, Slag van Livad) · Slag van Ohrid · Eerste Slag van Vajkal · Derde Slag van Oranik · Ballaban's veldtocht (Tweede Slag van Vajkal, Slag van Kashari) · Slag van Kumaniv · Tweede Beleg van Krujë · Derde Beleg van Krujë · Vierde Beleg van Krujë (na de dood van Skanderbeg)